# Zonsverduistering van 3 november 1994

Animatie zonsverduistering
op 3 november 1994

De totale zonsverduistering van 3 november 1994 trok veel over zee, maar was achtereenvolgens te zien in deze zeven landen: Peru, Bolivia, Chili, Argentinië, Paraguay, Brazilië en Gough.

## Lengte

### Maximum
Het punt met maximale totaliteit lag op zee ver van enig land op het coördinatenpunt 35.3572° Zuid / 34.2216° West en duurde 4m23,2s.

### Limieten
| Fenomeen                    | Code | Tijdstip UTC |
| --------------------------- | ---- | ------------ |
| Eerste contact bijschaduw   | P1   | 11:04:59.5   |
| Eerste contact kernschaduw  | U1   | 12:01:37.3   |
| Kernschaduw compleet vanaf  | U2   | 12:03:43.0   |
| Bijschaduw compleet vanaf   | P2   | 13:08:14.0   |
| Maximum eclips              | GE   | 13:39:05.4   |
| Bijschaduw compleet t/m     | P3   | 14:09:44.4   |
| Kernschaduw compleet t/m    | U3   | 15:14:21.3   |
| Laatste contact kernschaduw | U4   | 15:16:27.6   |
| Laatste contact bijschaduw  | P4   | 16:13:06.4   |

## Zichtbaarheid
Onderstaand overzicht toont in chronologische volgorde per land de gebieden waarin de totale verduistering te zien was :

### Zuid-Amerika

#### Peru
| 1. Ica 2. Ayacucho 3. Arequipa | 1. Moquegua 2. Tacna 3. Puno |

#### Bolivia
| 1. La Paz 2. Oruro 3. Potosí | 1. Chuquisaca 2. Tarija 3. Santa Cruz |

#### Chili
| 1. Arica y Parinacota 2. Tarapacá |

#### Argentinië
| 1. Salta 2. Formosa 3. Misiones |

#### Paraguay
| 1. Boquerón 2. Presidente Hayes 3. Concepción 4. San Pedro 5. Asuncion | 1. Central 2. Cordillera 3. Paraguarí 4. Caaguazú | 1. Guairá 2. Caazapá 3. Alto Paraná 4. Itapúa |

#### Brazilië
| 1. Paraná 2. Santa Catarina 3. Rio Grande do Sul |